# Sthenistis gyrtoniformis
Sthenistis gyrtoniformis är en fjärilsart som beskrevs av George Francis Hampson 1896. Sthenistis gyrtoniformis ingår i släktet Sthenistis och familjen Immidae. Inga underarter finns listade i Catalogue of Life.